# Sakar Sar
El Sakar Sar és una muntanya que forma part de la gran serralada de l'Hindu Kush. S'eleva fins als 6.272 msnm i es troba a la frontera entre el territori especial de Gilgit-Baltistan, Pakistan, al sud, i el Corredor de Wakhan, Afganistan, al nord.

## Ascensions
La primera ascensió del Sakar Sar va ser el 1999 per una expedició japonesa seguint l'aresta sud-est. Tots els membres de l'expedició - Akira Miyazawa, Makoto Ishikawa, kanji Kamei i Teruaki Suzuki i els dos portadors – van fer cim el 13 d'agost.